# Traité germano-bulgare (1915)
Le Traité germano-bulgare du 1er septembre 1915, ou traité d'amitié et d'alliance entre le Reich et la Bulgarie, est un accord fixant les termes de la participation bulgare dans la Première Guerre mondiale.
Ce traité est dénoncé de façon unilatérale par le gouvernement bulgare le 29 septembre 1918 : en effet, l'armistice entre la Bulgarie et les Alliés stipule la rupture formelle de l'alliance, ainsi que la rupture des relations diplomatiques, entre le Reich et la Bulgarie.

## La Bulgarie courtisée

### La Bulgarie dans l'orbite allemande
Dès le déclenchement du conflit, le 28 juillet 1914, les Bulgares tentent de recouvrer la Macédoine, perdue en 1913 ; faisant monter les enchères entre les belligérants, le roi Ferdinand se rapproche des puissances centrales, aux prises avec l'armée serbe.
Dans ce contexte, les puissances centrales accèdent à toutes les demandes d'expansion territoriale.

### Une neutralité intéressée
Dès le déclenchement du conflit, les deux blocs d'alliance courtisent l'un comme l'autre le roi, véritable décideur de la politique étrangère du royaume.
L'Entente n'est pas en mesure de proposer des compensations territoriales équivalentes aux pertes bulgares du traité de 1913, sans s'aliéner la Serbie, déjà engagée dans le conflit, la Roumanie et la Grèce, neutres au début de l'année 1915. La Macédoine est ainsi promise à la Bulgarie, mais le refus intransigeant de Nikola Pašić, premier ministre serbe, met un terme aux échanges. En effet, chaque concession territoriale consentie aux Bulgares ne peut se faire qu'aux dépens de la Serbie, ce à quoi le gouvernement serbe s'oppose catégoriquement.
De plus, les promesses territoriales de l'Entente sont conditionnées par l'annexion à la Serbie de territoires en Bosnie-Herzégovine et en Albanie, territoires aux contours volontairement mal définis dans un accord russo-serbe conclu le 1er septembre 1914.
Dans ces conditions, le Reich et la double monarchie sont seuls capables de permettre au royaume humilié en 1913 de recouvrer les territoires promis par le traité de 1912,.

## Négociations

### Concessions austro-allemandes
Dès le 23 mai 1915, une note de Stephan Burián, ministre austro-hongrois des affaires étrangères, promet la Macédoine serbe à la Bulgarie en échange de sa neutralité.
Cependant, la crainte d'une négociation austro-serbe durant l'été 1915 pousse les Bulgares à ouvrir des pourparlers avec les puissances centrales : le 1er août, des négociateurs sont échangés entre le Reich et la Bulgarie.

## Clauses de l'accord
Les gouvernements liés par la convention, le bulgare d'un côté, l'allemand, l'austro-hongrois et l'ottoman de l'autre, s'engagent à concerter leur action tout en maintenant leur autonomie.

### Clauses territoriales

Le traité garantit à la Bulgarie l'occupation de la Macédoine serbe et de la moitié orientale de la Serbie.

### Clauses militaires
Tout d'abord, l'accord prévoit un échange d'officiers de liaison entre les états-majors allemand et bulgare ; cependant, des officiers allemands assistent l'état-major bulgare depuis la fin de la dernière guerre balkanique,.
Ensuite, une participation bulgare à l'écrasement de la Serbie est planifiée par cette convention.
Enfin, l'approvisionnement de l'armée bulgare est confié au Reich : durant les trois années de participation bulgare au conflit, l'armée reçoit 200 000 fusils, 2 000 mitrailleuses, sept millions d'obus et ses uniformes.

### Clauses économiques
La convention prévoit également la fourniture à crédit de l'ensemble des équipements de l'armée bulgare, mais aussi du matériel de chemin de fer, indispensable à la logistique militaire, ainsi qu'une allocation mensuelle en charbon de 24 000 tonnes.

## Évolution de l'accord

### Accords de 1916
Le traité germano-bulgare évolue au gré des nécessités du conflit et de contextes locaux.
Les clauses de coopération militaire sont rapidement remise en cause par les frictions austro-hungaro-bulgares occasionnées par la partition de la Serbie en deux zones d'occupation, une bulgare dans l'Est du pays, et une austro-hongroise dans le Nord-Ouest ; une guerre de patrouilles se déroule le long de la ligne de démarcation, des heurts se produisent entre responsables bulgares et austro-hongrois, obligeant le Reich à formaliser un accord entre ses deux alliés.

### Insatisfactions bulgares
Depuis la signature du traité de Bucarest, le gouvernement bulgare a réalisé ses buts de guerre : la Macédoine serbe, occupée, est soumise à une politique d'intégration forcée au royaume, les clauses territoriales de la paix avec la Roumanie achève la réalisation de ces buts de guerre. 
De plus, la démission de Vassil Radoslavov et son remplacement à la présidence du conseil des ministres par Alexandre Malinov, partisan en 1915 du maintien de la neutralité, modifie l'esprit de la participation bulgare au conflit. 

### Caducité
Le traité de 1915 est dénoncé par les autorités bulgares conformément aux clauses de l'armistice signé avec Louis Franchet d'Espèrey au nom des Alliés le 29 septembre 1918.